# Château de Yamada
Le château de Yamada (山田城, Yamada jō) est un gusuku pendant la période Gusuku du royaume de Ryūkyū. Il est surtout connu pour être le lieu de naissance du aji Gosamaru. Gosamaru emmène l'armée du magiri du château contre le château de Nakijin en 1416, apportant son soutien à Shō Hashi roi de Chūzan dans sa conquête de Hokuzan. En récompense de sa loyauté, Gosamaru reçoit des terres à Yomitan sur lesquelles il est autorisé à construire un nouveau gusuku. Il emploie des matériaux du château de Yamada pour construire le château de Zakimi en 1420. Les ruines du château de Yamada se retrouvent dans le village d'Onna du district de Yamada.

## Source de la traduction
- (en) Cet article est partiellement ou en totalité issu de l’article de Wikipédia en anglais intitulé « Yamada Castle » (voir la liste des auteurs).